# Сільюс
Сільюс (італ. Silius, сард. Silius) — муніципалітет в Італії, у регіоні Сардинія,  провінція Кальярі.
Сільюс розташований на відстані близько 380 км на південний захід від Рима, 37 км на північний схід від Кальярі.
Населення — 1222 особи (2014).
Покровитель — Santa Felicita.

## Демографія
Населення за роками:

Станом на 1 січня 2023 року в муніципалітеті офіційно проживав 1 іноземець (громадянин Польщі).

## Сусідні муніципалітети
- Баллао
- Гоні
- Сан-Базіліо
- Сан-Ніколо-Джерреї
- Сьюргус-Донігала